# ليام بيلي
ليام بيلي (بالإنجليزية: Liam Bailey)‏ هو مغني بريطاني، ولد في 11 مارس 1983 في نوتنغهام في المملكة المتحدة.

## وصلات خارجية
- الموقع الرسمي
- ليام بيلي على موقع ميوزك برينز (الإنجليزية)
- ليام بيلي على موقع ديسكوغز (الإنجليزية)